# PT-2

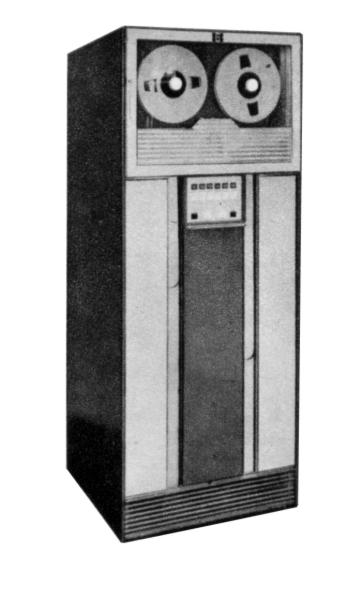

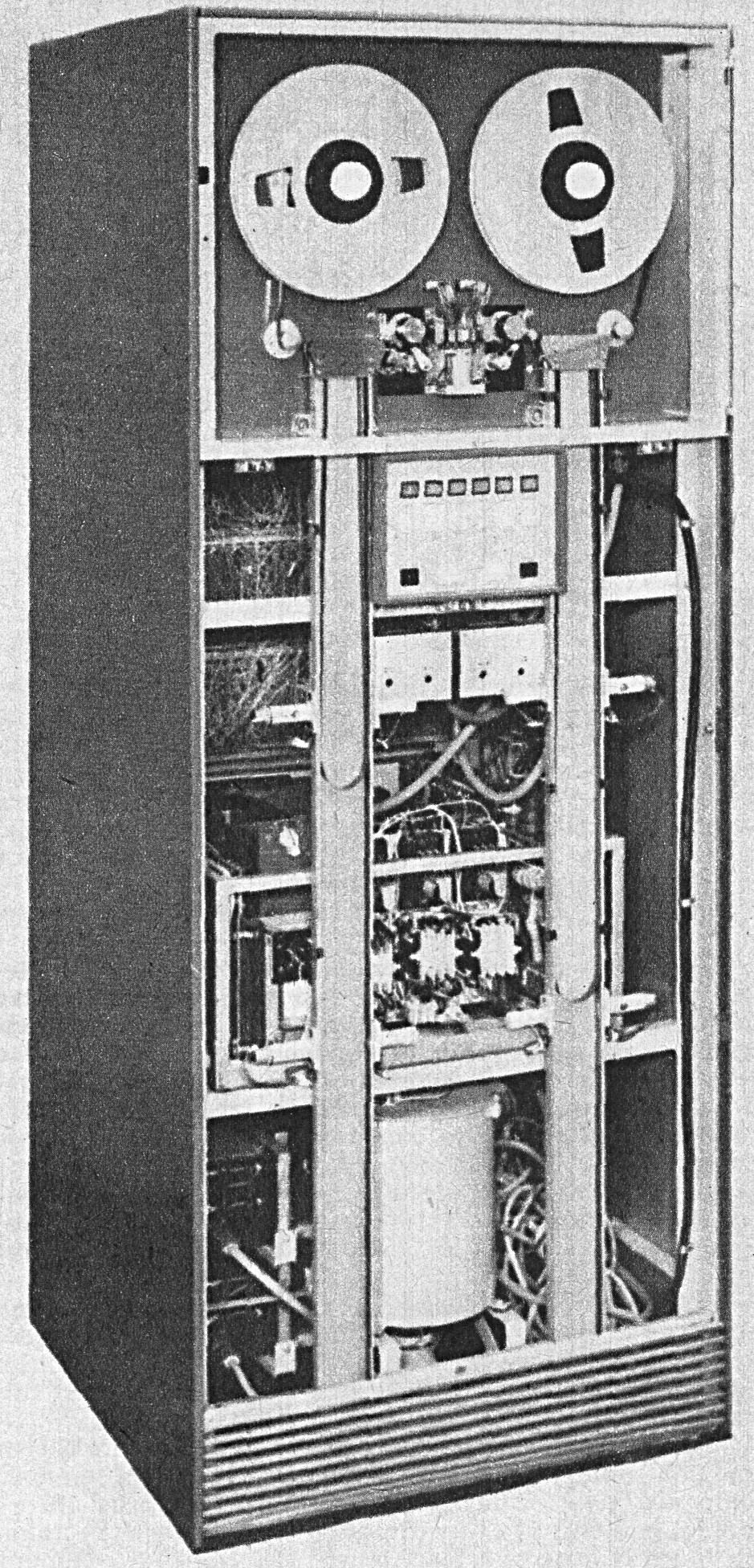

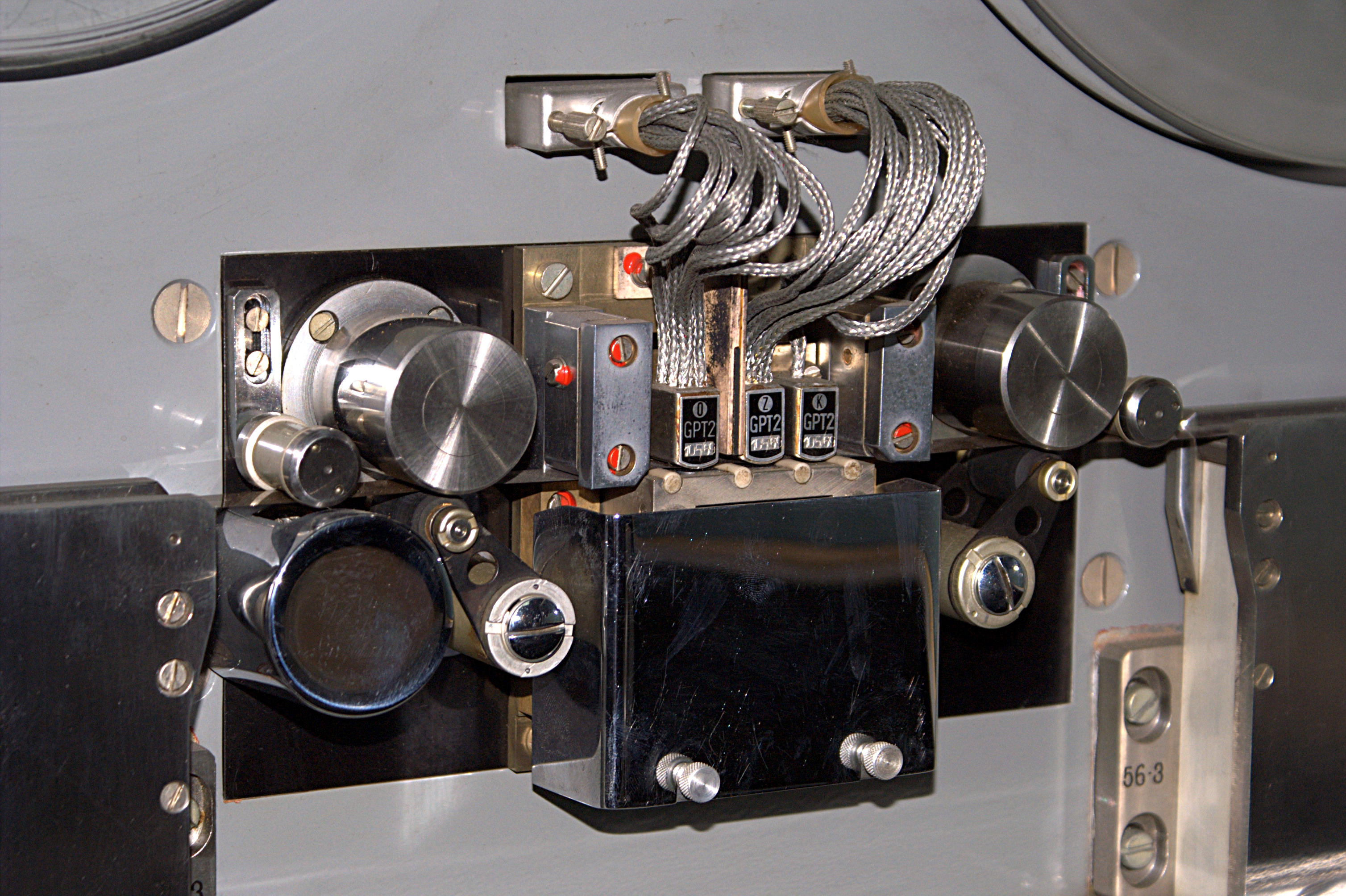

PT-2 – opracowana w Instytucie Maszyn Matematycznych PAN i produkowana od 1967 r. przez Rawar, a następnie Warszawskie Zakłady Urządzeń Informatyki „Meramat”, taśmowa pamięć zewnętrzna stosowana w komputerach ZAM-21, ZAM-41, Odra 1204 i Odra 1304. 
Wyprodukowano prawie 500 egzemplarzy tego urządzenia. Jego rozwinięciem była PT-3, a poprzednikiem – prototyp PT-1.

## Dane
- szerokość taśmy: 1/2 cala (12,7 mm)
- długość taśmy: ok. 730 m
- maksymalna średnica szpul: 10,5 cala[2]
- liczba ścieżek: 9
- szybkość taśmy:
  - robocza: 2 m/s
  - przewijania: 5 m/s
- pojemność teoretyczna szpuli: do 10 milionów, praktyczna − 4 mln znaków (ok. 4 MB)
- gęstości zapisu: 8 lub 16 znaków/mm
- metoda zapisu: NRZI
- szybkość przesyłania danych: 16 000 i 32 000 B/s
- przerwa międzyblokowa: 35 mm
- czas startu 6 ms
- czas stopu 8 ms
- trzy głowice: kasująca, zapisująca i czytająca
- odległość między szczeliną zapisującą a odczytującą: 13 mm
- zapis i odczyt tylko przy przesuwie taśmy do przodu (z prawej szpuli na lewą)
- poziomy sygnałów wyjściowych: 0 i -6 V
- zasilanie: 3 x 220/380 V 50 Hz, 2,0 kVA
- moc wydzielanego ciepła: 1,2 kW
- wymiary: 700 x 675 x 1700 mm[3]
- ciężar: ok. 300 kg
- połączenie z komputerem przez jednostkę sterującą (z komputerem Odra 1304 przez adapter APT-304)[4].

## Zachowane
- Muzeum Techniki w Warszawie.